# Дицген, Иосиф
Иосиф Дицген (нем. Joseph Dietzgen, 9 декабря 1828 — 15 апреля 1888) — немецкий философ, общественный и политический деятель Германии и США. Отец Евгения Дицгена.

## Биография
Родился в Бланкенберге, в Рейнской провинции Пруссии. Он был первым из пяти детей отца Иоганна Готфрида Анно Дицгена (1794—1887) и матери Анны Маргареты Люккерат (1808—1881). Он, как и его отец, был кожевником по профессии, унаследовав дело своего дяди в Зигбурге. В 1862 году у него родился единственный сын, Евгений Дицген. Путём длительного самообразования пришел к диалектическому материализму. Материализм и атеизм Дицгена формировались главным образом под влиянием Людвига Фейербаха, а после 1867 года — под воздействием Карла Маркса и Фридриха Энгельса, хотя уже ранее на него оказал крупное влияние опубликованный в 1848 году Манифест Коммунистической партии. Стал философом-марксистом. В поисках работы прибыл в Санкт-Петербург, где прожил с 1864 по 1869 год по адресу Васильевский Остров, Кожевенная линия, д. 31, кв. 19 и работал на кожевенной фабрике. С 1869 года член Социал-демократической партии Германии, организатор одной из секций Международного товарищества рабочих в Германии. Развивал понятие диалектического материализма независимо от Маркса и Энгельса как независимый философ социалистической теории.

## Произведения
- Аквизит философии. 4-е изд. М., 2010
- Будущее социал-демократии
- Завоевания (аквизит) философии и письма о логике
- Избранные сочинения (с прил. статьи В. И. Ленина «К двадцатилетию смерти Иосифа Дицгена»). Т. 1. М.- Л., 1931
- Избранные философские сочинения (с прил. статьи В. И. Ленина «К двадцатилетию смерти Иосифа Дицгена»). М., 1941
- Мелкие философские статьи
- Письма о логике : специально демократически-пролетарская логика. 4-е изд., М., 2010
- Религия социал-демократии
- Сущность головной работы человека : новая критика чистого и практического разума. 2-е изд., доп., М., 2009
- Теория познания в свете марксизма
- Философия социал-демократии: сборник мелких философских статей
- Экскурсии социалиста в область теории познания. 3-е изд. М., 2010